# Светислав Поповић Кића
Светислав Поповић Кића (Вукона, код Уба, 1892. — Ваљево, 1926) био је српски земљорадник и учесник два Балканска рата, као и Првог светског рата. Носилац је Златног војничког ордена Карађорђеве звезде са мачевима, руског ордена Светог Ђорђа, као и још неколико одликовања и признања.

## Биографија
Светислав Поповић рођен је у селу Вукона, код Уба 1892. године. Потиче из имућне, бројне и угледне сеоске породице. Отац Јанићије и мајка Станка (рођена Лазаревић), били су пољопривредници. Поред њега имали су још пет синова – Ђурђа, Стојадина, Спасоја, Златомира и Дамњана. Светислављева браћа Спасоје и Стојадин и синовци Душан Ђурђев и Момчило Стојадинов страдали су у партизанским редовима. По завршетку основне школе остао је у селу и бавио се пољопривредом. Био је тамног тена, крупан и снажан. Важио је за доброг и вредног радника.

### Ратно искуство
У Првом светском рату учествовао је као као припадник Другог коњичког пука „Цар Душан“ II коњичке бригаде и имао чин резервног каплара. Учествовао је у борбама на Церу и Дрини, при повлачењу преко Црне Горе и Албаније и у пробоју Солунског фронта. Важио је за једног од најхрабријих и пожртвованијих бораца у својој јединици.
Током борби на Церу иза српске војске остао је пушкомитраљез. Како се већ оскудевало са оружјем и муницијом, под снажном ватром противничких куршума, вратио се, узео митраљез и понео га са собом. За храбро држање и тај подвиг одликован је Златним војничким орденом Карађорђеве звезде са мачевима. Имао је руски орден Светог Ђорђа и још нека одликовања и друга признања.

### Послератни период
По окончању ратних сукоба вратио се у родно место и наставио да се бави пољопривредом. Припадао је Земљорадничкој странци, али није испољавао неку запаженију активност. На једној сеоској свадби тркао се са другима стојећи на фијакеру. Изгубио је равнотежу, испао из фијакера и потиљком ударио о тврду подлогу. Умро је у страшним мукама у ваљевској болници 1926. године. Његовој сахрани присуствовали су многи житељи овог и околних села, а ђаци вуконске школе појили су посмртну песму „Вјечнаја памјет“.
У браку са Смиљком (рођеном Манојловић из Трлића) добио је сина Милоша, који је као студент машинства, током Другог светског рата мобилисан у Ђачки четнички батаљон Марка Котарца и погинуо 1944. године.